# Anusin (województwo kujawsko-pomorskie)
Anusin – wieś w Polsce położona w województwie kujawsko-pomorskim, w powiecie radziejowskim, w gminie Piotrków Kujawski.

## Historia
Przed rokiem 1945 właścicielem majątku ziemskiego w Anusinie (o powierzchni 215 ha) był Kazimierz Głowacki. Jego ojciec Józef Głowacki był posłem do Dumy w Petersburgu. W czasie II wojny światowej majątek został przejęty przez Niemców, a po wyzwoleniu rozparcelowany.

## Podział administracyjny
W latach 1975–1998 miejscowość administracyjnie należała do województwa włocławskiego.

## Demografia
Według Narodowego Spisu Powszechnego (III 2011 r.) liczyła 103 mieszkańców. Jest dwudziestą co do wielkości miejscowością gminy Piotrków Kujawski.